# HD 121474
HD 121474 är en ensam stjärna belägen i den södra delen av stjärnbilden Kentauren. Den har en skenbar magnitud av ca 4,70 och är svagt synlig för blotta ögat där ljusföroreningar ej förekommer. Baserat på parallax enligt Gaia Data Release 2 på ca 15,4 mas, beräknas den befinna sig på ett avstånd på ca 212 ljusår (ca 65 parsek) från solen. Den rör sig bort från solen med en heliocentrisk radialhastighet på ca 22 km/s.

## Egenskaper
HD 121474 är en orange till gul jättestjärna av spektralklass K1.5 IIIb:, som har förbrukat förrådet av väte i dess kärna och utvecklats bort från huvudserien. Den har en radie som är ca 13 solradier och har ca 70 gånger solens utstrålning av energi från dess fotosfär vid en effektiv temperatur av ca 4 700 K.